# 10351 Seiichisato
10351 Seiichisato è un asteroide della fascia principale. Scoperto nel 1992, presenta un'orbita caratterizzata da un semiasse maggiore pari a 2,6829407 UA e da un'eccentricità di 0,1529402, inclinata di 13,65386° rispetto all'eclittica.
Fa parte della famiglia di asteroidi Eunomia.